# Mozilla Corporation
Mozilla Corporation je společnost, která je plně vlastněna Mozilla Foundation a která zajišťuje vývoj, distribuci a propagaci internetových aplikací jako webový prohlížeč Mozilla Firefox či e-mailový klient Mozilla Thunderbird. Na rozdíl od Mozilla Foundation se jedná o komerční společnost, která produkuje zisk. Nejedná se však o primární motivaci, protože veškerý příjem putuje zpět do projektů souvisejících s Mozillou.
Mozilla Corporation byla založena 3. srpna 2005. Předsedou představenstva je Mitchell Bakerová a cílem společnosti je přinášet inovace do oblasti webu. Hlavní produkty jsou poskytovány zdarma včetně zdrojového kódu.
Ačkoliv společnost stále zastřešuje i poštovní klient Mozilla Thunderbird, dochází postupně k převodu jeho vývoje na nově vzniklou organizaci Mozilla Messaging, která je podobně jako Mozilla Corporation dceřinou organizací Mozilla Foundation.

## Produkty

### Mozilla Firefox
Mozilla Firefox je open source webový prohlížeč, který je k dispozici pro řadu platforem. V současné době se jedná o druhý nejpoužívanější webový prohlížeč po Google Chrome. Jeho první finální verze byla vydána 9. listopadu 2004 a své uživatele si získal svou jednoduchostí a nabízenými funkcemi.

### Mozilla Thunderbird
Mozilla Thunderbird je open source klient pro správu elektronické pošty. Jedná se produkt, který je přímým konkurentem Outlooku Express, který je integrován v systému Windows. Uživatelům nabízí řadu užitečných funkcí a velkou váhu klade otázce bezpečnosti.